# Monasterio de Santa María de Sandoval (Mansilla Mayor)
El monasterio de Santa María de Sandoval es un antiguo monasterio cisterciense del siglo XII que se encuentra en estado de semirruina, en Villaverde de Sandoval, en el municipio leonés de Mansilla Mayor, Castilla y León (España). 
La iglesia hace las funciones de parroquia y todavía ofrece los oficios litúrgicos en contadas ocasiones. Sus bóvedas, naves, pilares y capiteles de la cabecera y primer tramo corresponden al arte románico cisterciense mientras que el resto se construyó en el gótico tardío. El conjunto fue declarado Monumento Histórico-Artístico el 3 de junio de 1931.
En 2015, en la aprobación por la Unesco de la ampliación del Camino de Santiago en España a «Caminos de Santiago de Compostela: Camino francés y Caminos del Norte de España», España envió como documentación un «Inventario Retrospectivo - Elementos Asociados» (Retrospective Inventory - Associated Components) en el que en el n.º 1464 figura el monasterio de Santa María de Sandoval.

## Historia del conjunto monástico

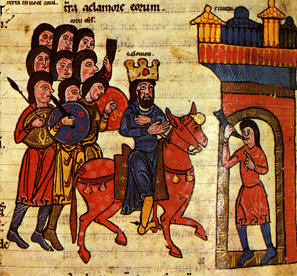
Alfonso VII de León, el Emperador.

En el año 1142 el rey Alfonso VII donó a su mayordomo, el conde Ponce de Minerva —era mayordono del rey y gobernador de los castillos de la comarca— unos terrenos que se encontraban en el lugar llamado Sotnoval o Saltus Novalis, cerca de la confluencia de los ríos Porma y Esla, en lo que después llegaría a ser el término de Villaverde de Sandoval, municipio de Mansilla Mayor, a pocos kilómetros de León capital. El conde Ponce de Minerva, de acuerdo con su esposa Estefanía Ramírez y secundado por sus hijos Ramiro, María y Sancha, donó en 1167 estos terrenos al abad Diego Martínez, del monasterio vallisoletano de la Santa Espina, con el fin de hacer construir en ellos un nuevo monasterio cisterciense. Así se hizo y la vida monástica comenzó su existencia en 1171 con dicho abad y otros doce monjes procedentes también del cenobio de Valladolid. Sandoval fue desde entonces filial de la Santa Espina, aunque en poco tiempo le igualaría en importancia.

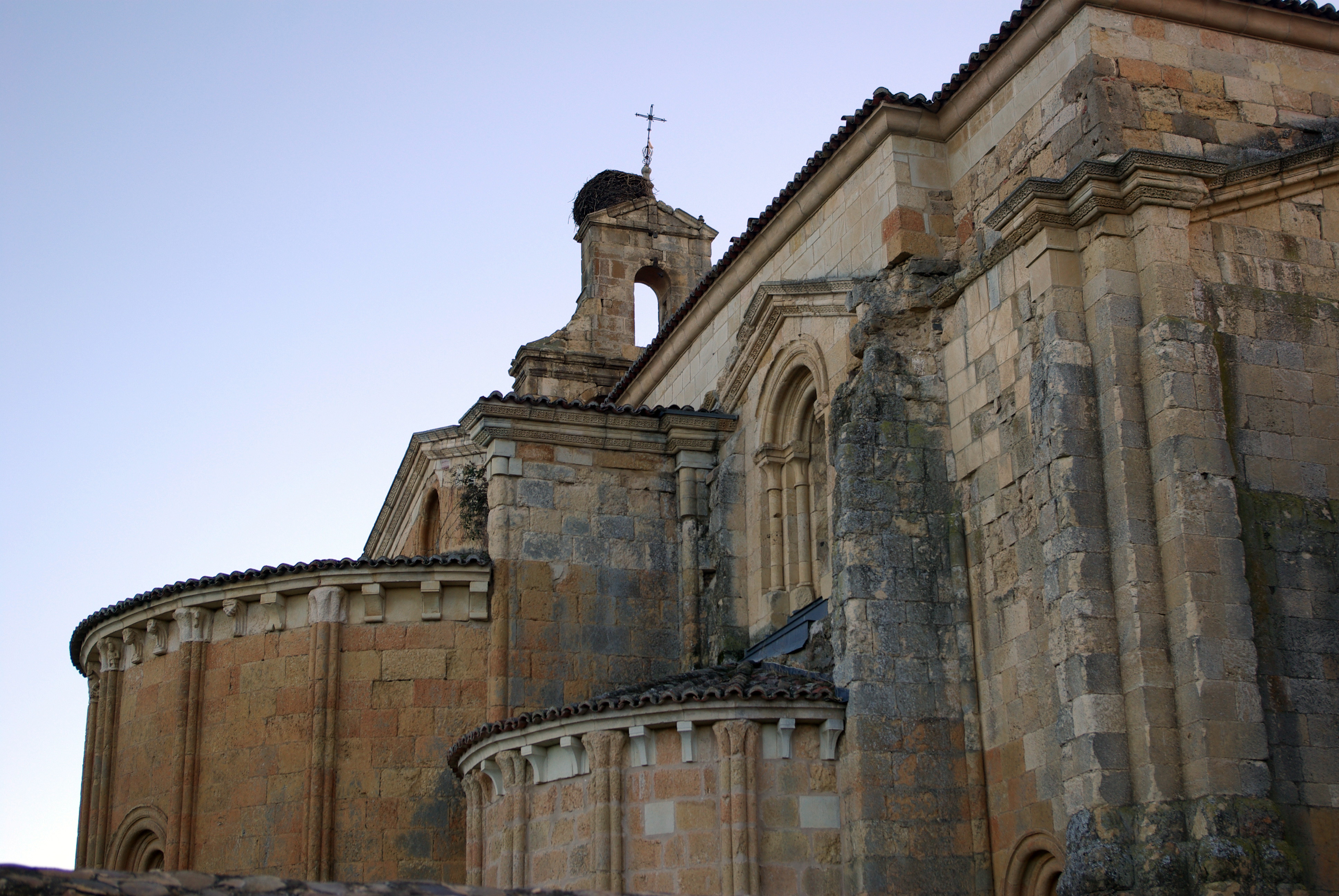
Ábsides de la iglesia del monasterio.

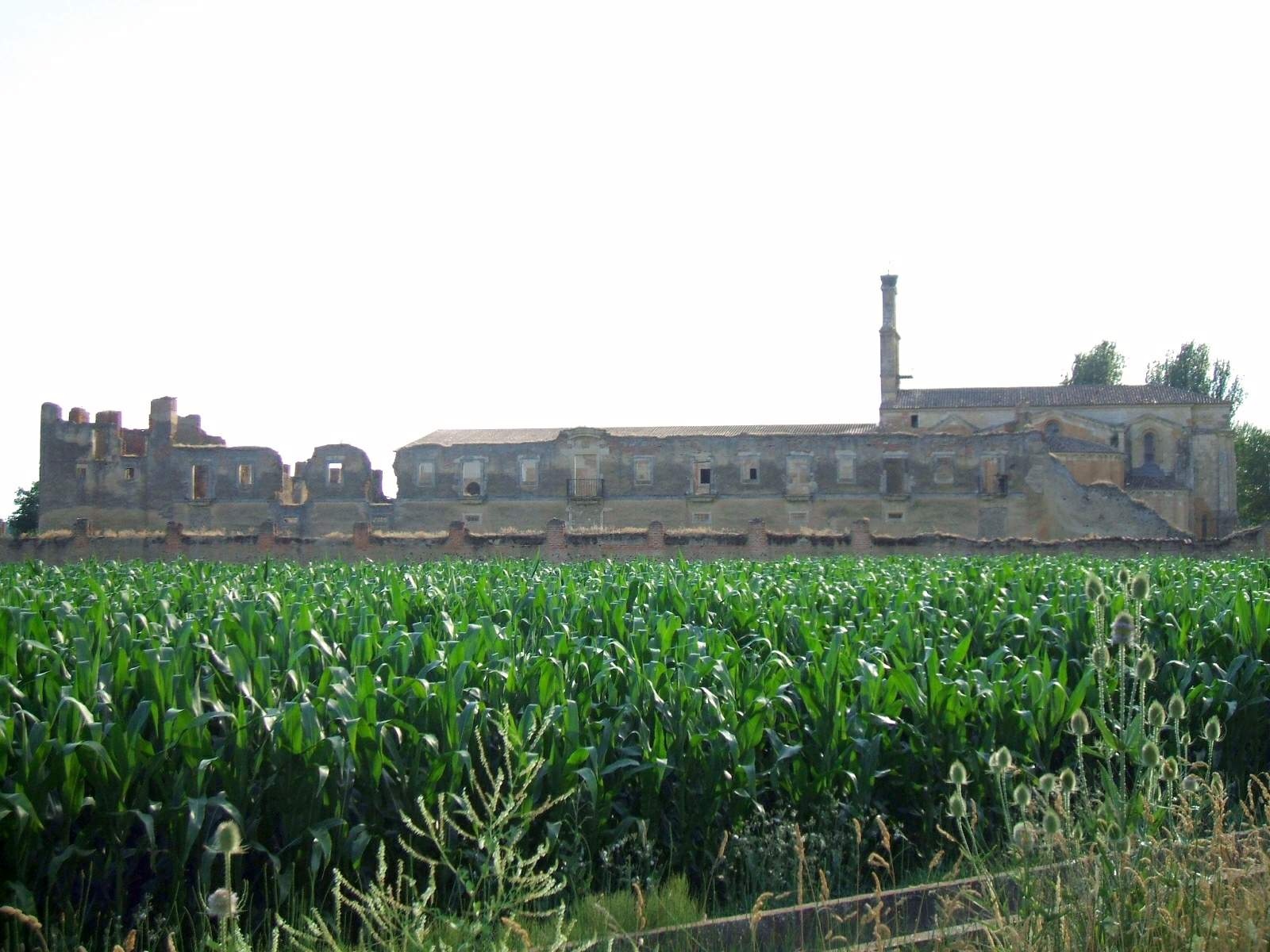
Ruinas del monasterio. Al fondo puede verse la espadaña de la iglesia.

Durante los siglos siguientes su patrimonio fue en aumento gracias a las sucesivas donaciones tanto reales —se conserva un documento de 1222 en que el rey Fernando III hace donación de lugares y dehesas «para reparo del monasterio»— como señoriales, en especial las de doña Urraca, en cuyo recuerdo se vino celebrando una misa de aniversario cada 25 de junio.
En su patrimonio se incluía el pequeño cenobio subsidiario de Valdellán.
En 1487 las costumbres y comportamiento de la orden del Císter se habían relajado hasta tal punto que surgió un intento de reforma promovida por Martín de Vargas que fundó la Congregación de Castilla para esos fines. La reforma afectó también a este monasterio.
En el siglo XIX, en 1835, el monasterio fue abandonado por los monjes siguiendo el mandato de la ley de desamortización de Mendizábal, aunque la iglesia siguió cumpliendo su misión de parroquia. En los últimos años del siglo XX se procedió a la restauración del último tramo del templo. En la actualidad, se está procediendo a la restauración y rehabilitación del resto del complejo. El entorno de las ruinas que aún quedan en pie está protegido contra la barbarie y la rapiña.

## Descripción arquitectónica
El complejo monástico con su iglesia corresponde a la última década del siglo XII sobre un planteamiento propio del Císter. El claustro y sus múltiples dependencias está organizado, según costumbre, junto al muro de la nave sur de la iglesia, abriéndose un amplio compás de espera a sus pies. Del monasterio antiguo solo se conserva la iglesia y la panda oriental del claustro y algunas otras estancias en estado de ruina.

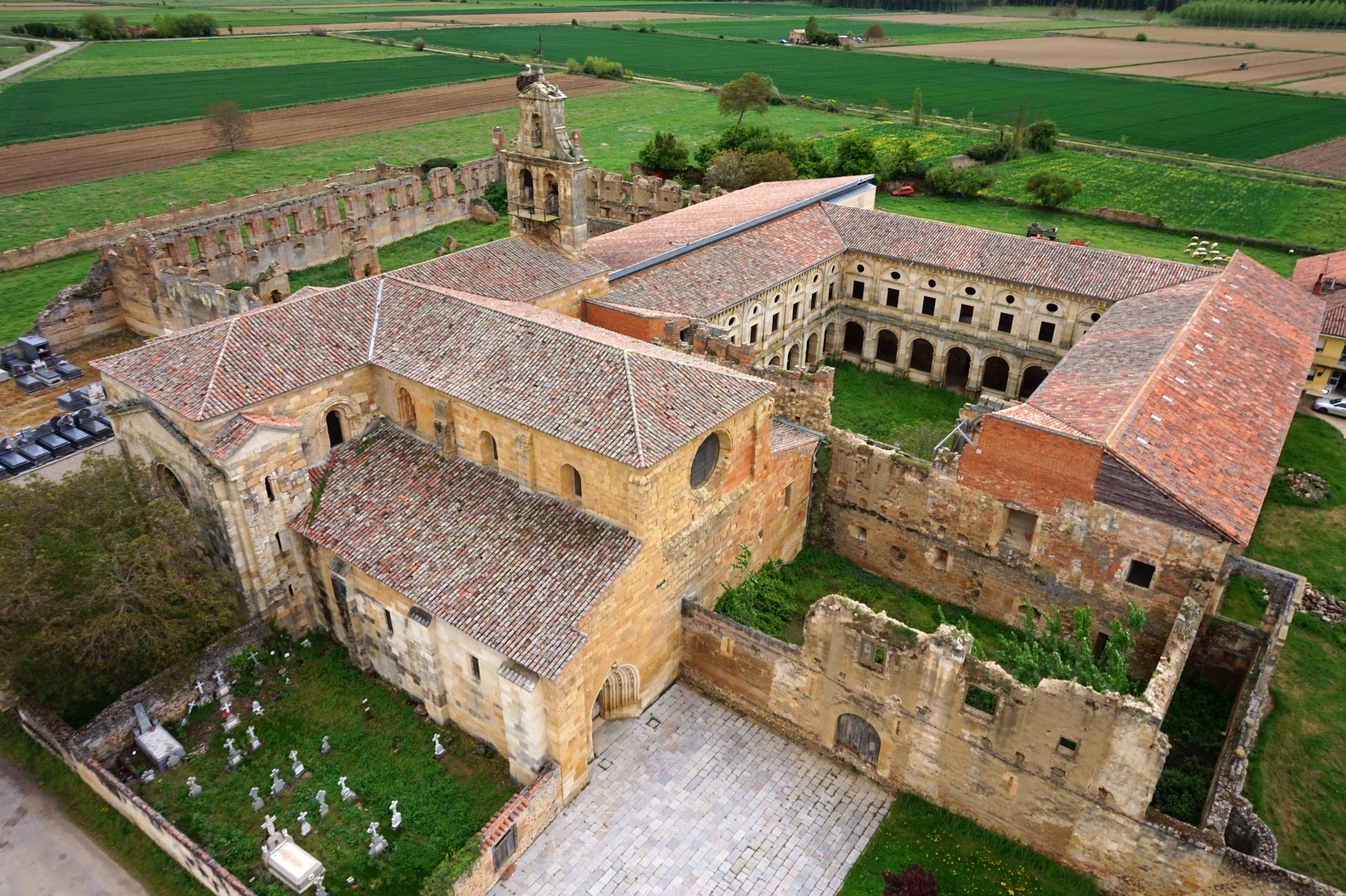
Vista desde el noroeste
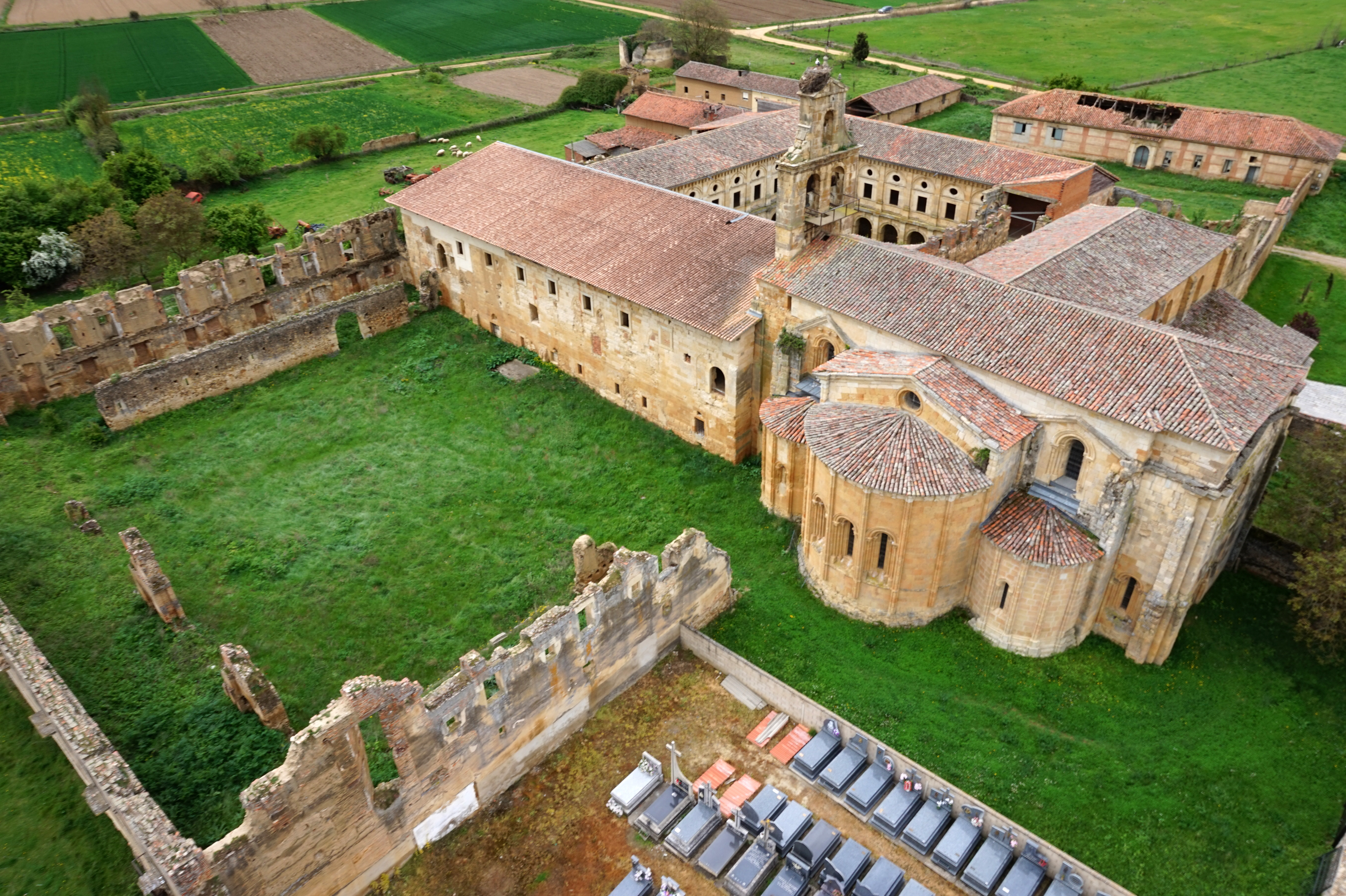
Vista desde el noreste
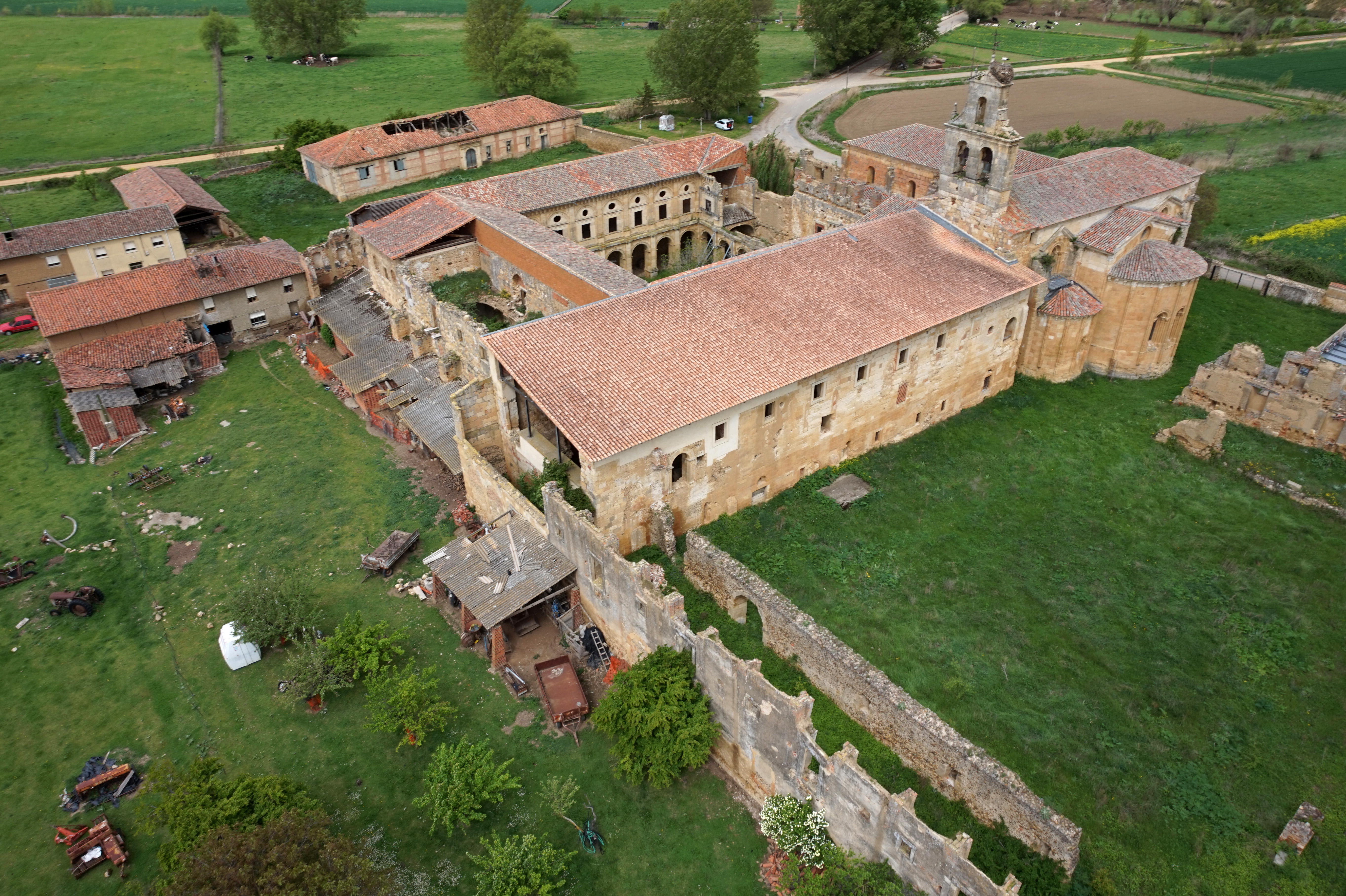
Vista desde el sureste

### Etapas de construcción
La obra se emprendió en un tardorrománico de transición al gótico (siglo XII al XIII). En esta época se construyó la cabecera, crucero y primer tramo de las naves. En estos espacios se manejaron ya soluciones del gótico, como el empleo de bóveda con ojivas sobre soportes románicos.
La segunda etapa se inició en el siglo XV con la prolongación de las naves añadiendo otros dos tramos y cerrando el todo con un hastial. Fue obra del gótico tardío. El responsable de esta segunda obra fue el abad Pedro de la Vega cuyo recuerdo se haya inscrito a los pies de la nave del Evangelio, muro norte.
En el siglo XVII se llevó a cabo la elevación de la espadaña de campanas. También se hizo una reforma en el claustro.

### La iglesia

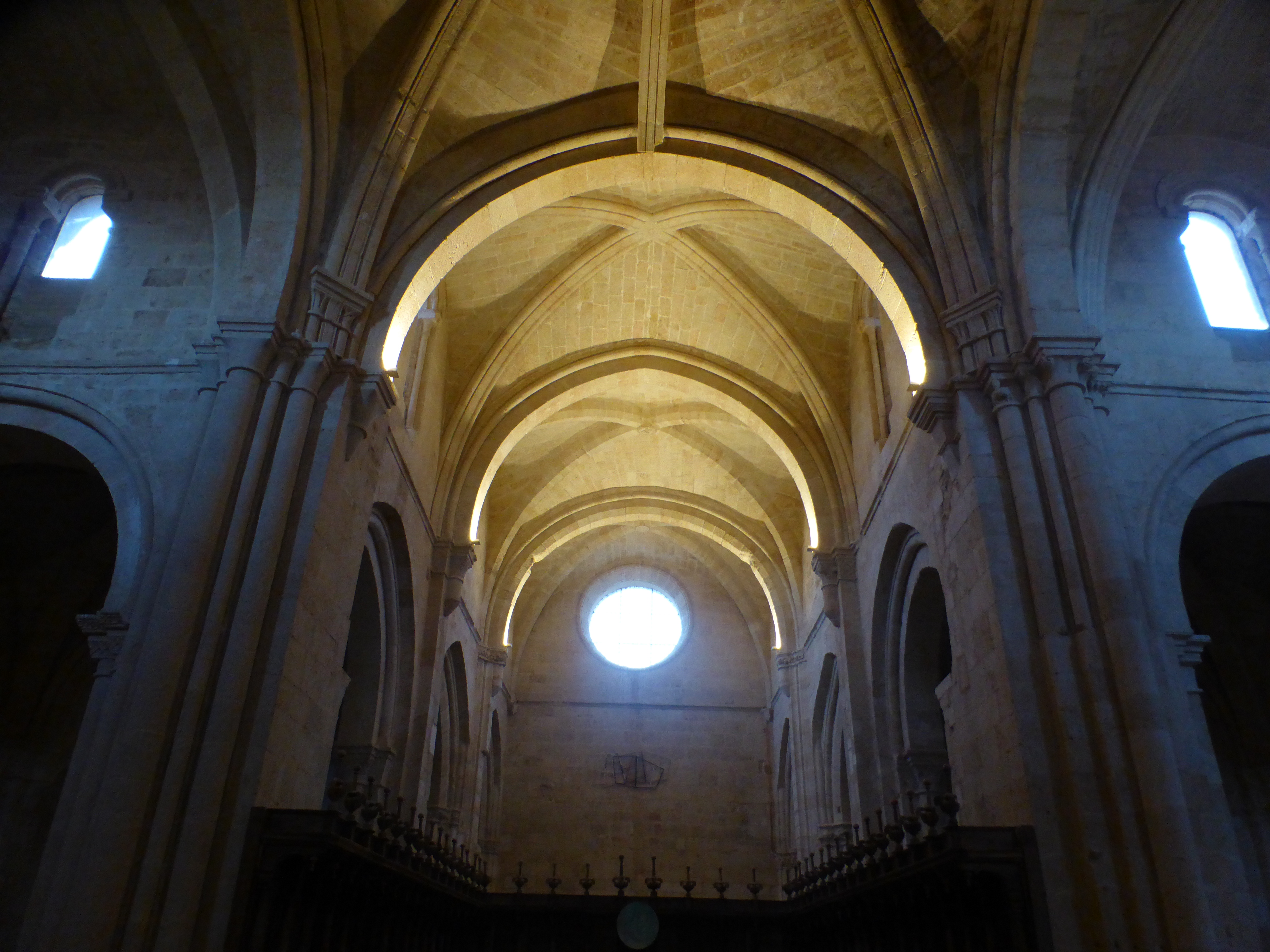
Interior de la iglesia.

Fue construida entre finales del siglo XII y principios del XIII; en su origen se edificó solo la cabecera con su tramo recto, el crucero y el primer tramo, quedando inconclusos los pilares torales. El resto se fue construyendo a lo largo de los tres siglos siguientes cuando las modas arquitectónicas ya habían evolucionado. Están documentados sus artífices que fueron Dominicus Magíster, el maestro Micael, fray Juan, Juan Peláez y el monje Domínguez Nicolás.
Su planta es de cruz latina con tres naves y tres ábsides semicirculares, con su tramo recto cada uno; tiene crucero que sobresale en obra. Las naves, que son excepcionalmente cortas, constan de tres tramos separados por arcos ligeramente apuntados —como corresponde al modo de hacer cisterciense— y se apoyan en pilares cruciformes sobre los que se adosan cinco columnas de fuste liso, basas áticas y capiteles corridos. En el muro occidental del brazo norte del crucero se abre una escalera de caracol que sube hasta los tejados. La iglesia tiene bastante luz natural gracias al número de ventanas y a la piedra blanca de los muros. Las capillas se abren a las naves por medio de arcos de medio punto doblados.
La construcción románica paró sus obras —y cerró con un muro todo el hastial del oeste— a la espera de mejores tiempos económicos que no llegaron hasta 1462, en un gótico tardío. En ese año y utilizando en parte los sillares del cerramiento, se completaron los otros dos tramos que habían quedado inconclusos. Se completaron los pilares más occidentales, cruciformes, con columnas en sus frentes, cuyos capiteles presentan la austeridad del Císter con ornamentación muy sencilla: hojas simples o cogollos con bolas, hojas pequeñas, entrelazos, etc. Los arcos perpiaños —equivalentes al arco fajón románico— son ligeramente apuntados, mientras que los arcos formeros —los que separan una nave de otra— son más apuntados, aproximándose más al gótico. Las bóvedas de los ábsides son de medio cañón en sus tramos rectos y de cuarto de esfera en el resto. Esta ampliación se hizo gracias al interés del abad Pedro de la Vega cuyo recuerdo quedó en una inscripción a los pies de la nave norte:

Año del Señor de MCCCCLXII a XXVII días de Marzo el onrado varon D. Pedro de la Vega abbad de este monasterio comenzó esta obra en servicio de Dios y ahora de Santa María de Sandoval.

El interior de la capilla mayor contiene un retablo del siglo XVII que tapa la estructura cisterciense. En esta capilla están los sepulcros de los fundadores, muy deteriorados por la humedad. Se trajeron también a este espacio otros sepulcros procedentes del claustro. En la capilla del lado norte se conserva la auténtica y primitiva mesa de altar, con cuatro columnas románicas en sus cuatro esquinas. Los capiteles son muy simples y los fustes lisos. 
Escultura funeraria
Existen en el templo tres enterramientos en arcosolio, representados en bulto redondo y en posición yacente; corresponden a finales del siglo XIII y principios del XIV. Están muy deteriorados. Dos de ellos se encuentran en la parte baja de los muros de la capilla mayor que pertenecen a los fundadores del monasterio, Ponce de Minerva —muerto en 1175— y Estefanía Ramírez —muerta en 1183—. El tercer enterramiento está en el muro norte del crucero, con una inscripción que dice

Aquí yace el señor Don Diego Ramírez de Cifuentes... quien donó a este monasterio a Navatexera y Otero y las heredades de Nogales, porque dieran sepultura aquí a dicho hermano... era de mil cuatrocientos y siete

### Exterior de la iglesia. Los ábsides. Las puertas

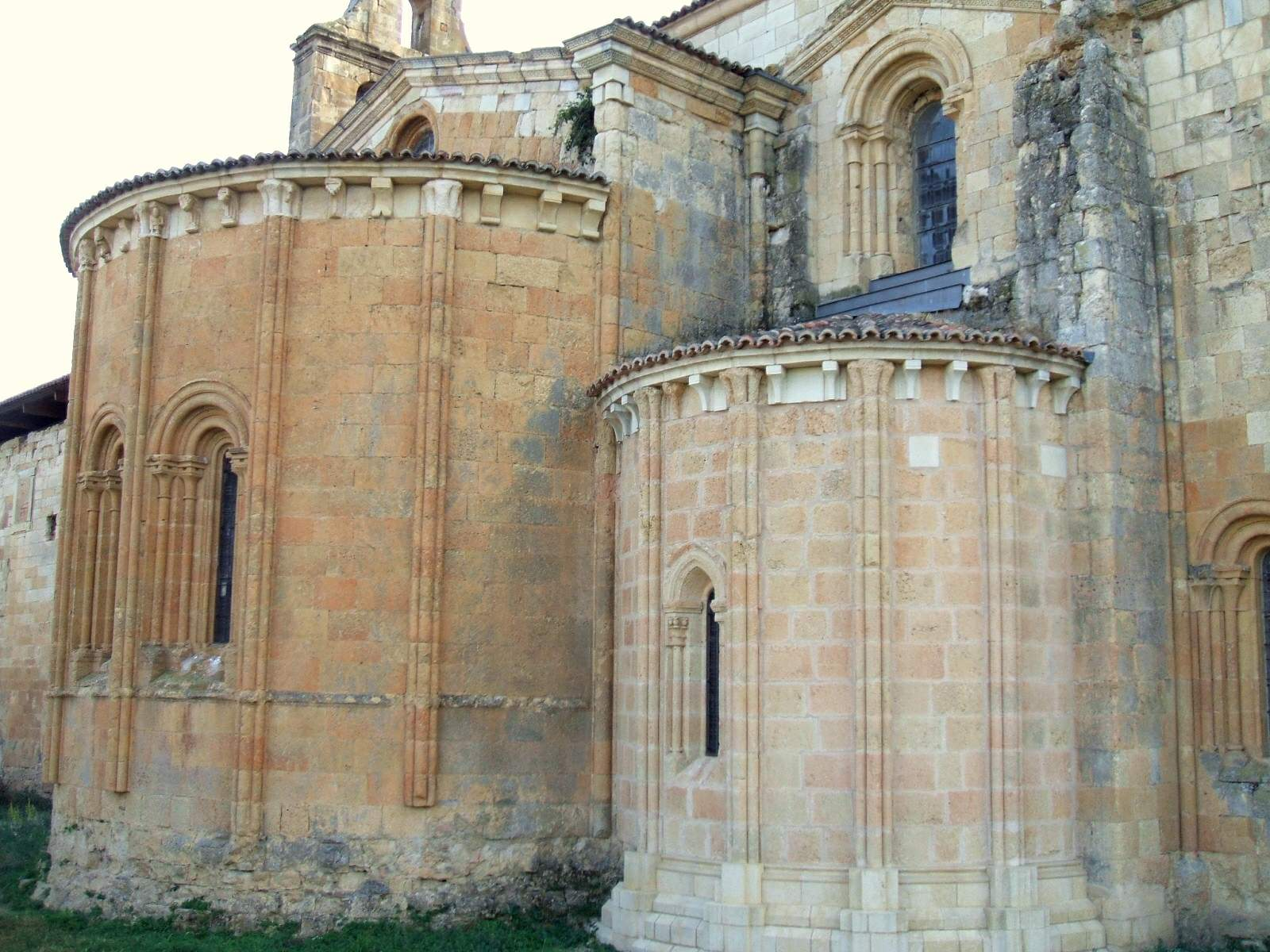
Ábside central con los grupos de columnas y ventanas abocinadas; ábside lateral con la ventana de arco apuntado.

Consta de tres ábsides, el central más grande que los otros dos. Éste se articula con seis grupos de triples columnas que arrancan del zócalo. Los seis grupos dividen el espacio en siete paños; en los centrales se abren tres vanos abocinados, con arco de medio punto y moldura de bocel que descansan sobre dos pares de columnas cuyos capiteles son lisos.
En los dos ábsides laterales articulan el espacio los mismos haces de columnillas dividiéndolo en cinco paños; en el central se abre una ventana de arco apuntado con una sola columna a cada lado. La cornisa descansa sobre ménsulas o canecillos, algunos historiados.
La iglesia tuvo varias puertas de acceso, siguiendo siempre el esquema clásico del Císter. Algunas se conservan todavía con la misma función. En el extremo norte del crucero se abre la llamada Puerta del Cementerio que comunicaba y comunica con el camposanto que fue en su momento para enterramiento de los monjes y después estuvo a disposición del pueblo. Su portada es la más antigua del edificio; es abocinada, ligeramente apuntada y con tres arquivoltas cuya decoración consiste en molduras en zigzag y baquetones o molduras de toro. Las arquivoltas descansan en sus respectivas columnas de fuste liso y capiteles austeros con decoración de entrelazos, palmetas y rosetas. Por encima se abre un rosetón con círculos moldurados en baquetones o toros.
En el muro sur, a la altura del primer tramo se abre la Puerta de Monjes; la comunidad accedía por ella desde el claustro a la iglesia. Todavía quedan restos de la primitiva portada románica que fue sustituida por otra clasicista del siglo XVII.
En la fachada de los pies se abre otra puerta a la izquierda; la portada es abocinada y apuntada, con tres arquivoltas y decoración de elementos vegetales y figuras. Las columnas tienen los capiteles de sección hexagonal con ornamentación de imágenes de monjes representados, uno, con un libro —en actitud de rezo— y otros dos que parecen representar al portero y al cocinero. El arco se cierra con un dintel labrado con el relieve de un cristo, una virgen sedente con niño a un lado y la figura de un abad arrodillado al otro. Un ángel sostiene un escudo de armas sobre la última arquivolta.
En el extremo sur del crucero se abría otra puerta que comunicaba directamente con el dormitorio de monjes, situado tras la crujía este del claustro.

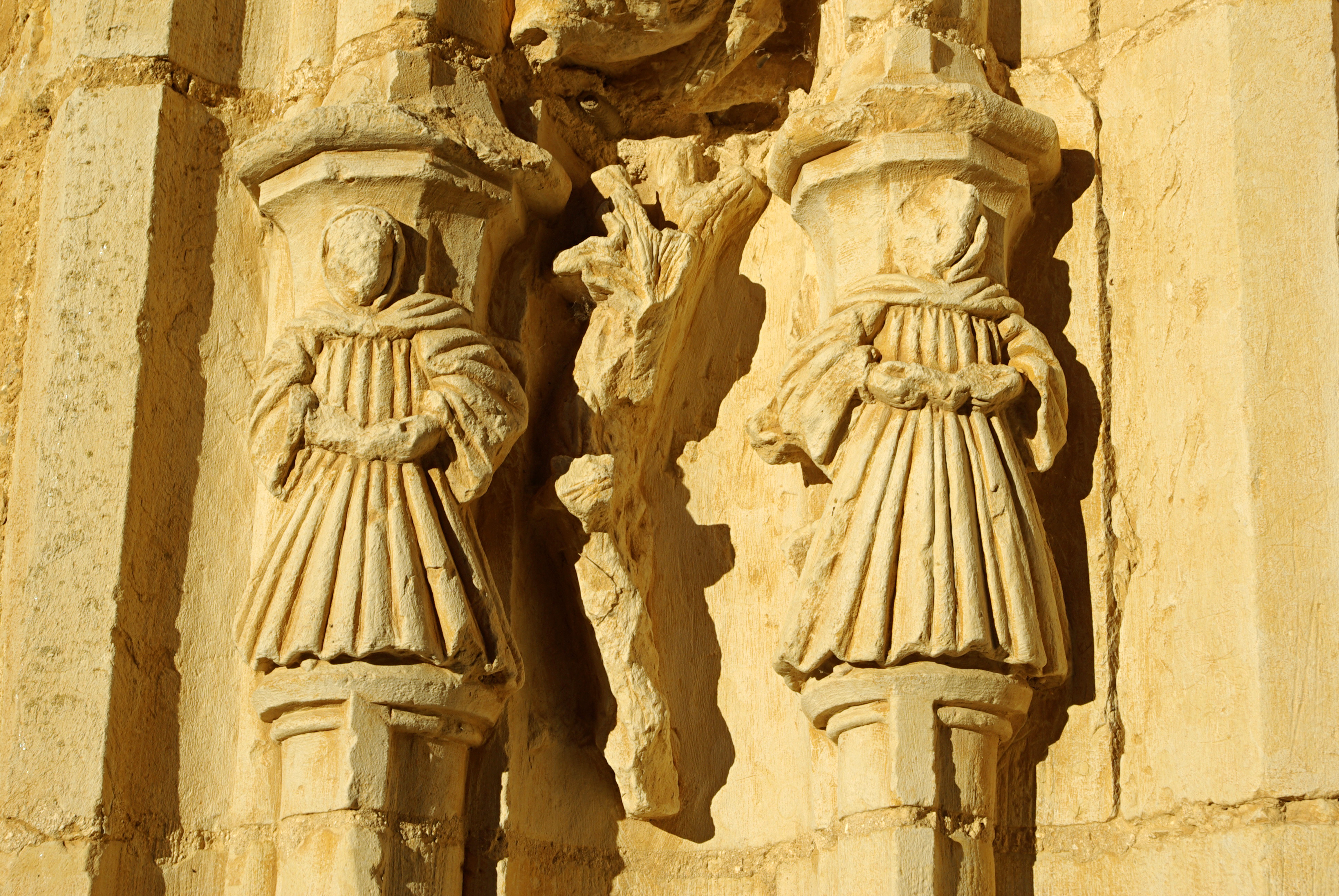
Ornamentación de imágenes de monjes en las columnas de la portada oeste de la iglesia.
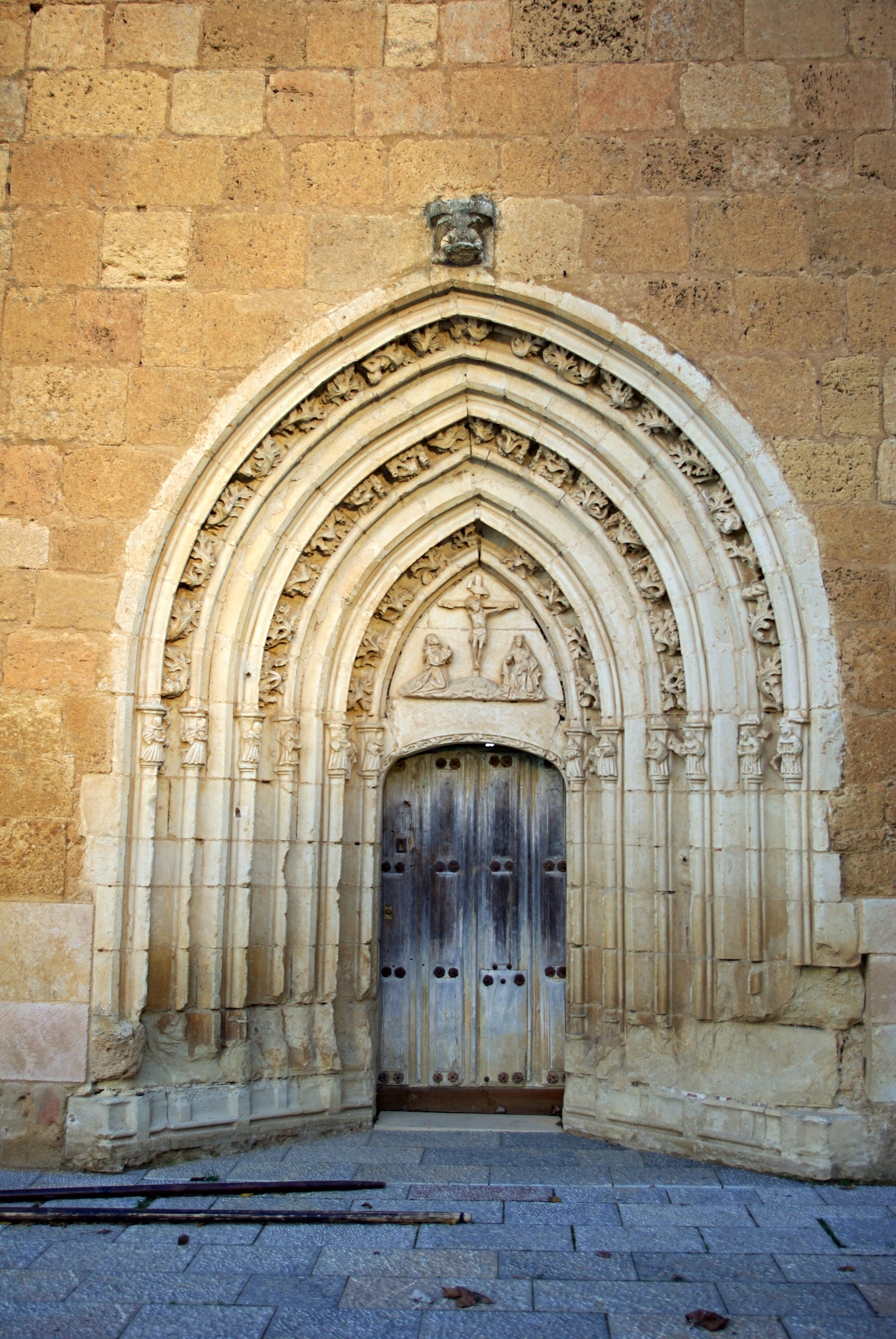
Portada oeste de la iglesia con tres arquivoltas apuntadas.
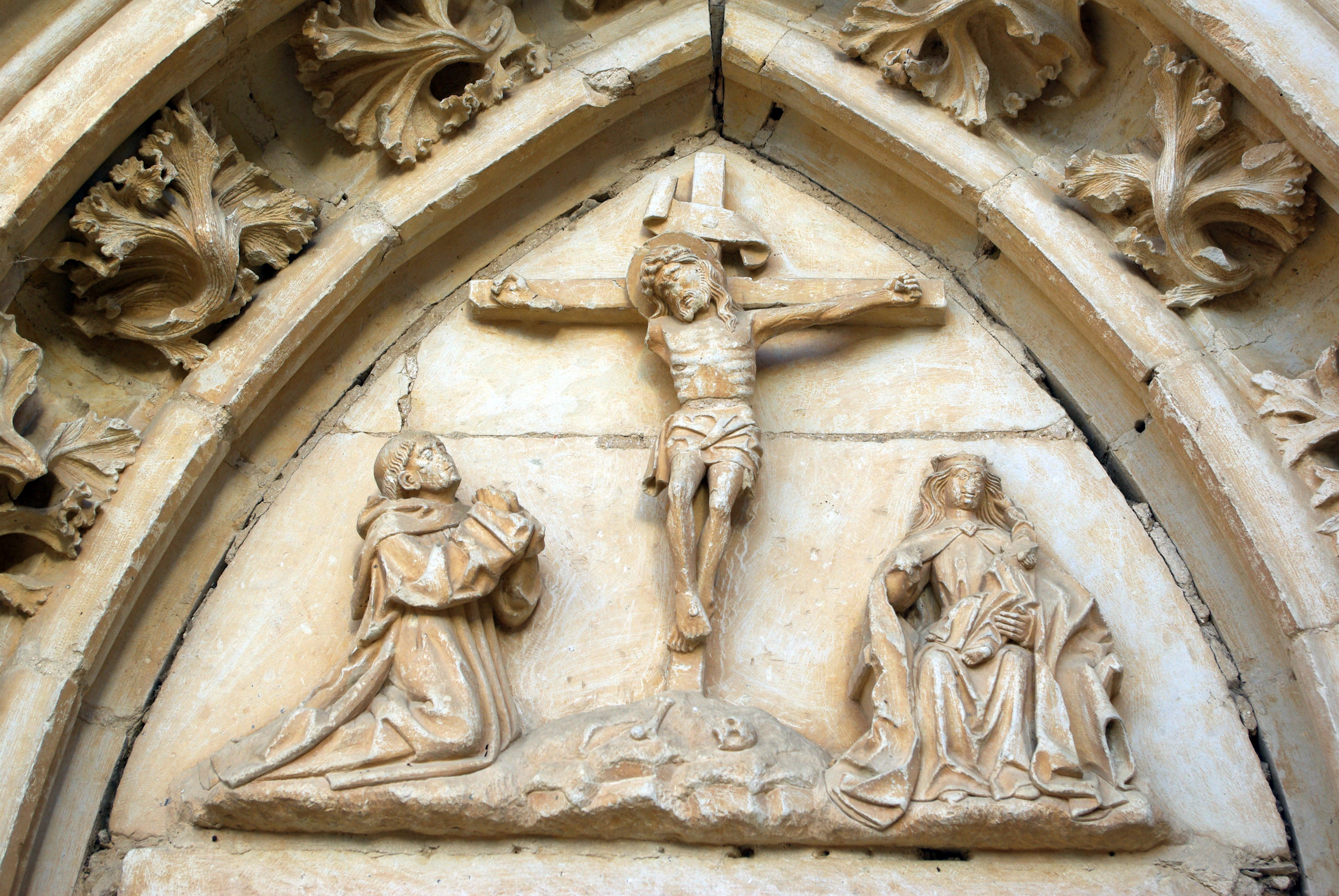
Dintel labrado en la portada oeste: un cristo en el centro, una virgen sedente con niño a un lado y la figura de un abad arrodillado al otro.
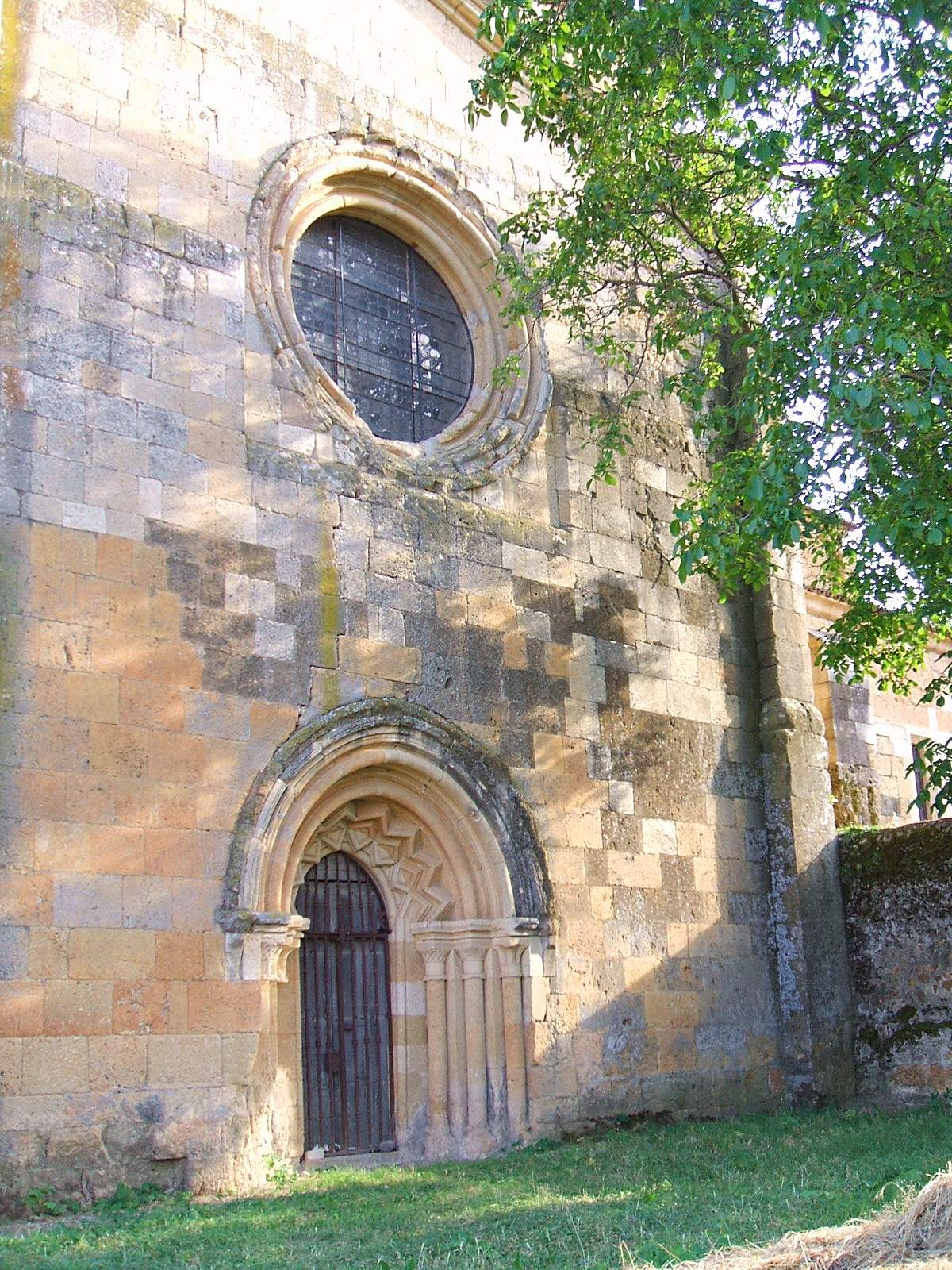
Puerta del Cementerio; abocinada, ligeramente apuntada y con tres arquivoltas cuya decoración consiste en molduras en zigzag y baquetones o molduras de toro. Por encima puede verse el óculo o rosetón.

### El claustro

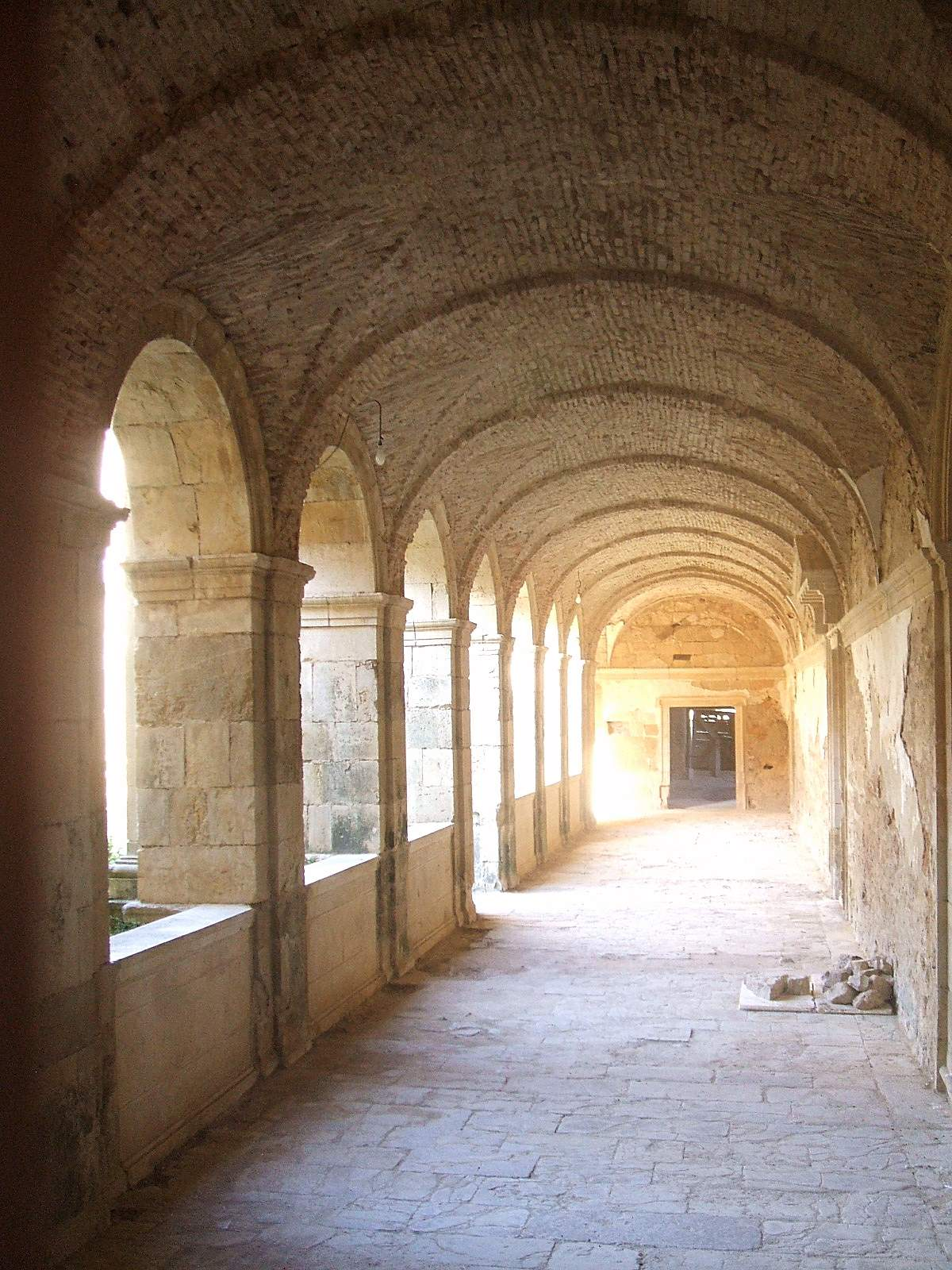
Claustro con las bóvedas en ladrillo y con lunetos.

El claustro se abre adosado al muro sur de la iglesia. Aunque sus instalaciones están ruinosas, todavía se puede ver cómo estuvo dividido en dos pisos, sujetas sus pandas por arquerías y pilastras toscanas. Las bóvedas son de luneto, hechas con ladrillo. Todavía se mantiene relativamente en pie la panda oriental donde se encontraban diversas y necesarias estancias que con el tiempo sufrieron un gran deterioro:
- Hueco destinado al armariolum o librería monástica de uso cotidiano.
- Arcosolio sepulcral con arco apuntado con los restos de un sarcófago. El historiador y archivero José María Cuadrado llegó a verlo completo.
- A continuación está la fachada de la sala capitular —la estancia más importante en todos los monasterios— con la puerta de entrada en el centro, de arco polilobulado y dos pares de columnas. A ambos lados se abren sendos huecos a modo de ventanas. Los respectivos capiteles están tallados con sencillez. Los tres huecos están cegados para impedir su entrada al interior que se halla totalmente en ruinas.
- Después se encuentra otro arcosolio, en el lugar donde habitualmente estaría la escalera de acceso al dormitorio de los monjes.
- Más al sur del arcosolio hay dos entradas a una sala dividida en tres tramos, con bóveda de lunetos.
- En su muro este se pueden ver vestigios de lo que fue una puerta al exterior, por lo que se supone que esta estancia fue originalmente el locutorio de los monjes.
- Siguiendo en esta línea está la entrada a la primitiva sala de monjes donde aún pueden verse restos de los arranques de las bóvedas.

Tanto el piso alto como el resto de dependencias de las otras pandas se encuentran destruidos, salvo alguna pared maltrecha que se mantiene en pie. El segundo claustro, edificado en el siglo XVI al este del principal, desapareció a causa de los enormes incendios de 1592 y 1615.

## Patrimonio disperso

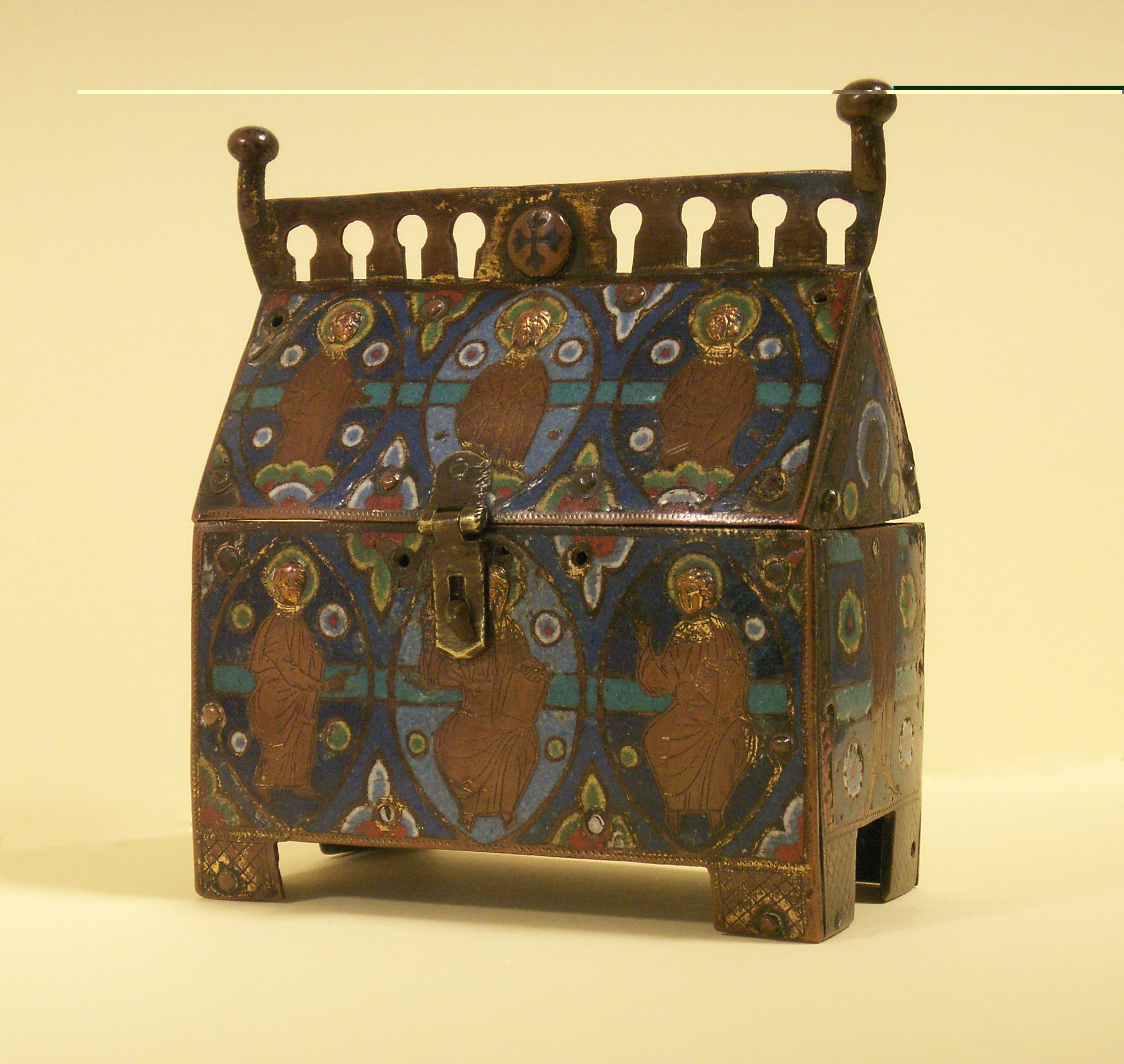
Arqueta-relicario hecha en Limoges procedente del pueblo inglés de Brooke. Es igual que la arqueta descrita de Sandoval, excepto la decoración de la cara frontal cuyas figuras tienen menos relieve. La forma y los arquillos de herradura son exactamente igual.

El templo tuvo su imagen titular de Nuestra Señora de Sandoval, una talla policromada del siglo XII al XIII bastante bien conservada. Se halla custodiada en el Palacio Episcopal de León.
Entre los enseres había una arqueta relicario de cobre dorado y esmalte champlevé de los talleres de Limoges, datada en 1230. Está rematada por arquillos de herradura y bolas y decorada en el frente 
con la figura de la Virgen en mandorla con un ángel a cada lado y en la tapa inclinada, tres santos. Se encuentra en el Museo Arqueológico Nacional.